# Secrétaire d'État à la Guerre et aux Colonies
Le secrétariat d'État à la Guerre et aux Colonies était un cabinet britannique responsable de l'armée et des colonies britanniques (autres que l'Inde). Ce département fut créé en 1801. En 1854, il fut séparé en deux bureaux séparés : le secrétariat d'État à la Guerre et le secrétariat d'État aux Colonies.

## Secrétaire d'État à la Guerre et aux Colonies, 1801-1854
| Nom | Nom                            | Portrait | Mandat            | Mandat            | Parti politique | Premier ministre | Premier ministre                                  |
| --- | ------------------------------ | -------- | ----------------- | ----------------- | --------------- | ---------------- | ------------------------------------------------- |
|     | Robert Hobart                  |          | 17 mars 1801      | 12 mai 1804       | Tory            |                  | Henry Addington                                   |
|     | John Pratt                     |          | 14 mai 1804       | 10 juillet 1805   | Tory            |                  | William Pitt le Jeune                             |
|     | Robert Stewart                 |          | 10 juillet 1805   | 5 février 1806    | Tory            |                  | William Pitt le Jeune                             |
|     | William Windham                |          | 5 février 1806    | 25 mars 1807      | Whig            |                  | William Grenville (Ministère de tous les talents) |
|     | Robert Stewart                 |          | 25 mars 1807      | 1er novembre 1809 | Tory            |                  | William Cavendish-Bentinck                        |
|     | Robert Jenkinson               |          | 1er novembre 1809 | 11 juin 1812      | Tory            |                  | Spencer Perceval                                  |
|     | Henry Bathurst                 |          | 11 juin 1812      | 30 avril 1827     | Tory            |                  | Robert Jenkinson                                  |
|     | Frederick John Robinson        |          | 30 avril 1827     | 3 septembre 1827  | Tory            |                  | George Canning                                    |
|     | William Huskisson              |          | 3 septembre 1827  | 30 mai 1828       | Tory            |                  | Frederick John Robinson                           |
|     | George Murray                  |          | 30 mai 1828       | 22 novembre 1830  | Tory            |                  | Arthur Wellesley de Wellington                    |
|     | Frederick John Robinson        |          | 22 novembre 1830  | 3 avril 1833      | Whig            |                  | Charles Grey                                      |
|     | Edward Stanley                 |          | 3 avril 1833      | 5 juin 1834       | Whig            |                  | Charles Grey                                      |
|     | Thomas Spring Rice             |          | 5 juin 1834       | 14 novembre 1834  | Whig            |                  | William Lamb                                      |
|     | Arthur Wellesley de Wellington |          | 17 novembre 1834  | 9 décembre 1834   | Tory            |                  | Duc de Wellington                                 |
|     | George Hamilton-Gordon         |          | 20 décembre 1834  | 8 avril 1835      | Conservateur    |                  | Robert Peel                                       |
|     | Charles Grant                  |          | 18 avril 1835     | 20 février 1839   | Whig            |                  | William Lamb                                      |
|     | Constantine Phipps             |          | 20 février 1839   | 30 août 1839      | Whig            |                  | William Lamb                                      |
|     | John Russell                   |          | 30 août 1839      | 30 août 1841      | Whig            |                  | William Lamb                                      |
|     | Edward Smith-Stanley           |          | 3 septembre 1841  | 23 décembre 1845  | Conservateur    |                  | Robert Peel                                       |
|     | William Ewart Gladstone        |          | 23 décembre 1845  | 27 juin 1846      | Conservateur    |                  | Robert Peel                                       |
|     | Henry Grey                     |          | 6 juillet 1846    | 21 février 1852   | Whig            |                  | John Russell                                      |
|     | John Pakington                 |          | 27 février 1852   | 17 décembre 1852  | Conservateur    |                  | Edward Smith-Stanley                              |
|     | Henry Pelham-Clinton           |          | 28 décembre 1852  | 10 juin 1854      | Peelite         |                  | George Hamilton-Gordon (Coalition)                |